# Początek (album)
Początek to pierwszy album duetu Ha-Dwa-O!, utworzonego jesienią 1999 r. przez Monikę Wierzbicką oraz Tomasza „Konfi” Konfederaka.
Za tę płytę zespół Ha-Dwa-O!otrzymał nominacje do Fryderyka w kategorii „Album Roku – dance, techno, elektronika” za rok 2000; dwie nominacje do plebiscytu „Superjedynki”, w kategoriach: „debiut” i „muzyka taneczna”, a polscy DJ-e uznali duet Ha-Dwa-O! za najlepszy debiut roku, natomiast utwór „Zatrzymaj mnie” za hit lata 2000.
Jako single zostały wydane utwory „Zatrzymaj mnie” (maj 2000) oraz „Sen o samotności” (wrzesień 2000). Zawierały one również zremiksowane wersje piosenki „Zatrzymaj mnie”, niezamieszczone na płycie.

## Piosenki
- Zatrzymaj mnie
- Ogłoszenie
- Co to jest?
- Sen o samotności
- Gra
- Anioł
- Mogę wszystko
- Radość życia
- Cisza
- Wystarczy uwierzyć
- Zatrzymaj mnie (remix)